# Japanische Badmintonmeisterschaft 1978
Die Japanische Badmintonmeisterschaft 1978 fand vom 16. bis zum 19. November 1978 in Tokio statt. Es war die 32. Austragung der nationalen Titelkämpfe im Badminton in Japan.

## Titelträger
| Disziplin    | Sieger                        |
| ------------ | ----------------------------- |
| Herreneinzel | Kinji Zeniya                  |
| Dameneinzel  | Atsuko Tokuda                 |
| Herrendoppel | Masao Tsuchida Yoshitaka Iino |
| Damendoppel  | Atsuko Tokuda Mikiko Takada   |
| Mixed        | Motoo Nakai Yoko Chiba        |